# Jakob Scharf
Jakob Scharf (født 24. august 1966 i København) er en dansk politimester, der mellem 2007 og 2013 var chef for Politiets Efterretningstjeneste. Derefter var han medstifter og chef for det private sikkerheds- og analysefirma Certa Intelligence & Security. I 2019-20 var han midtpunkt i en meget omtalt retssag, hvor han var anklaget for at have overtrådt sin tavshedspligt i interviewbogen Syv år for PET. Efter først at være blevet idømt fire måneders fængsel ved byretten blev han af Østre Landsret frifundet i de fleste anklagepunkter og endte med at betale en bøde på 10.000 kr.

## Baggrund
Jakob Scharf er søn af Ole Scharf, der har en lang karriere bag sig inden for etaten som politimester i Nakskov, vicerigspolitichef og til sidst politimester i Helsingør.
Jakob Scharf voksede op i Espergærde, indtil faren blev politimester i Nakskov og familien flyttede hertil, da Jakob var 14 år. Han gik derfor i gymnasiet på det lokale Nakskov Gymnasium og blev student i 1985 og efterfølgende i 1990 cand. jur. fra Københavns Universitet.

## Karriere
Scharf begyndte sin karriere som fuldmægtig i Justitsministeriet i 1990.
Han fortsatte i 1991 som ministersekretær for justitsminister Hans Engell frem til 1993.
Under perioden i Justitsministeriet var han central i beslutningen om, at den tjetjenske oprørsleder Akmed Zakajev ikke skulle udleveres til Rusland – en beslutning, der ikke var populær i Rusland. Zakajev opholdt sig i Danmark, og russerne ønskede ham udleveret for terrorisme. Scharf stod bag den juridiske vurdering for det danske nej.
- Fuldmægtig i Statsministeriet (1993-96).
- Juridisk attaché i EU-repræsentationen i Bruxelles (1996-98).
- Kontorchef i Justitsministeriet (1998-02).
- Kommitteret i Justitsministeriet (2002-03).
- Politimester i Rigspolitiet, Politiafdelingen (2003-07).

I 2007 blev Scharf politimester i Politiets Efterretningstjeneste (PET). Han afløste Lars Findsen. Derefter var han medstifter af og direktør for den private efterretnings- og analysevirksomhed CERTA Intelligence & Security A/S.

Scharf blev i 2002 Ridder af Dannebrog og i 2011 Ridder af 1. grad. Han er også ridder af Ordre national du Mérite.

## Tvind-sagen
Scharf var i front omkring beslutningen om at få Tvind-lederen Mogens Amdi Petersen udleveret til retsforfølgning i Danmark. Desuden stod han bag godkendelsen af en række omstridte arrestationer af hooligans og autonome.

## Bogudgivelse og retssag
I 2016 udkom bogen Syv år for PET, der var skrevet af Morten Skjoldager efter interview med bl.a. Jakob Scharf. PET forsøgte med et fogedforbud at standse udgivelsen, hvilket førte til, at Politiken valgte at trykke hele bogen. Bogudgivelsen førte til, at der blev rejst en sag mod Jakob Scharf for at have brudt sin tavshedspligt. Ifølge Scharf handlede retssagen om offentlighedens mulighed for at få besked om efterretningstjenestens arbejde. Ved Københavns Byret blev han i 2019 kendt skyldig i at have overtrådt sin tavshedspligt i 24 af 28 anklagepunkter og idømt fire måneders betinget fængselsstraf samt konfiskation af indtægten ved bogen, ca. 40.000 kr. Da sagen blev anket til landsretten, blev han dog frifundet i de 27 anklagepunkter. Han blev idømt 10 dagbøder a 1.000 kr. for det sidste anklagepunkt, hans beskrivelse af en kvinde, der hjalp efterretningstjenesten, hvor anklagen lød, at kvinden måske kunne blive genkendt på baggrund af bogens beskrivelse.

## Udtalelse om den cubanske revolution
I P1-programmet Sommergæsten den 19. juli 2012 omtalte Scharf den cubanske revolution: "...det man kan sige, at hvor den cubanske revolution startede som en helt åbenbar vigtig kamp for frihed, lighed og retfærdighed, det udviklede sig jo altså til at være en meget blodig kamp, udviklede sig blot til en fornyet form for undertrykkelse og ufrihed. Men de idealer som den cubanske revolution, eller en revolutionshelt som Che Guevara stod for – er nogle fundamentalt vigtige og rigtige idealer. Det er måden man forsøger at nå de idealer, som kan være problemet."